# Лоссман, Юри
Ю́ри Ло́ссман — (эст. Jüri Lossman; 4 февраля 1891, Мыза Кабала (Ярвамаа), Pilistvere parish — 1 мая 1984, Стокгольм) эстонский легкоатлет. Серебряный призёр олимпийских игр 1920 года в марафоне.  

## Биография
Начал заниматься спортом в Ласнамяэ (ныне микрорайон Таллина), увлекался футболом. В возрасте 18 лет начал играть за футбольный клуб «Меркурий», а в 1913-м начал заниматься легкой атлетикой.
В 1915 году стал чемпионом России в одночасовом забеге. В 1916 повторил этот успех в беге на дистанции 5000 м и стал бронзовым призёром российского первенства в беге на дистанции 10 000 м. Установил рекорды России в беге на дистанции 10 000 м и в марафонской дистанции. В этом же году впервые принял участие в соревнованиях по марафонскому бегу, выиграв свой первый марафон в Ревеле (ныне Таллин).
Его спортивная карьера была прервана Первой мировой войной, в которой ему пришлось участвовать, и где он получил ранение.
После войны вернулся к занятиям спортом, в 1918-22 годах трижды становился чемпионом Эстонии в беге на дистанции 5000 м и дважды в беге на дистанции 10 000 м, также 13 раз устанавливал рекорды Эстонии на дистанциях от 3000 до 30 000 м.

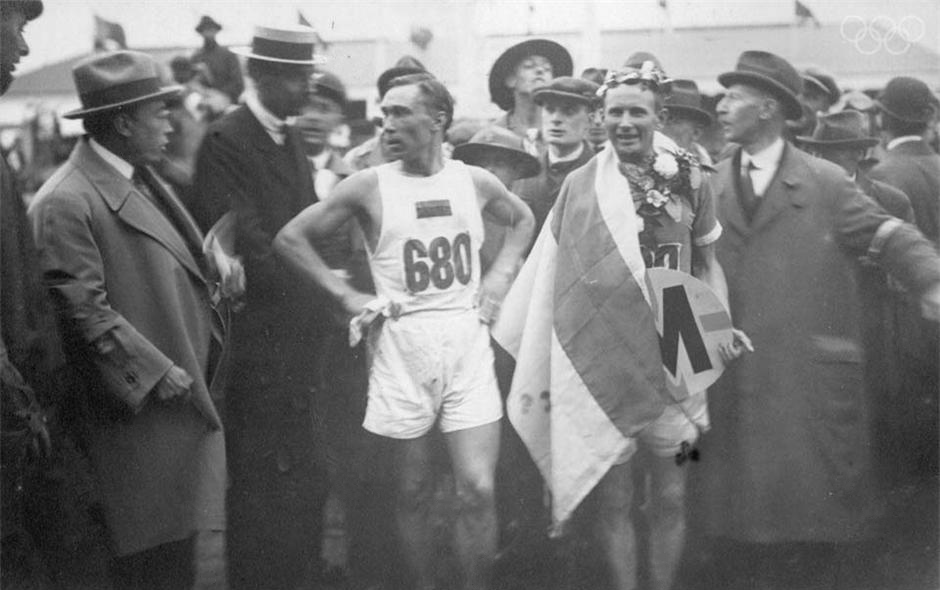
Серебряный призёр Юри Лоссманн (№ 680) и олимпийский чемпион — Ханнес Колехмайнен (справа от Лоссманна) после завершения забега на Олимпийских играх 1920 года в Антверпене.

22 августа 1920 года на VII Летних Олимпийских играх в Антверпене Юри Лоссманн выиграл серебряную олимпийскую медаль по марафонскому бегу с результатом 2 часа 32 минуты 48,6 секунды, лишь 7 секунд уступив трехкратному чемпиону предыдущих V Летних Олимпийских игр 1912 года в беге на 5000 и 10 000 м и в кроссе на 12 000 м Ханнесу Колехмайнену из Финляндии и почти на 4 минуты опередив Валерио Аррия из Италии, который занял 3 место. За 3 дня до этого Юри Лоссманн также принял участие в соревнованиях по бегу на дистанции 10 000 м, но сошёл с дистанции. Его результат на этой Олимпиаде в марафоне вместе с временем, показанным в 1929 году в одночасовом забеге долгое время оставались эстонскими национальными рекордами.
Второй раз Лоссманн принял участие в Олимпиаде через четыре года в Париже. На церемонии открытия летних Олимпийских игор 1924 года 33-летний эстонский спортсмен был знаменосцем своей страны. Принял участие в марафонском забеге и с результатом 2 часа 57 минут 54,6 секунды занял 10 место. Чемпионом тогда стал Альбин Стенроос из Финляндии, который победил с результатом 2 часа 41 минута 22,6 секунды. Результат Стенрооса почти на 9 минут был хуже результата Лоссманна, с которым тот на предыдущей Олимпиаде занял второе место.
В 1923 году Лоссманн выиграл международный марафон в Гётеборге, Швеция, посвященный 300-летию города.
В возрасте 37 лет (1928 год) принял участие в забеге по Соединенным Штатам Америки (от Лос-Анджелеса до Нью-Йорка).
Был одним из основателей Спортивной федерации мальчиков в Таллинне (1928), её руководителем и поставщиком наград, вместе с Йоганнесом Виллемсоном, который был составителем первых эстонских спортивных календарей и справочников (начиная с 1917 года).
В 1922—1936 годах Юри Лоссманн работал на известной эстонской шоколадной фабрике KAWE.
В 1930-х годах он работал в течение некоторого времени тренером эстонских бегунов на длинные дистанции, но без особого успеха.
В 1942—1944 годах руководил «Ээсти спорт» в Департаменте спорта главного управления национального воспитания.
В 1944 году Юре Лоссманн эмигрировал в Швецию. В Швеции бывший спортсмен работал ювелиром, сделал серебряную чашу для короля Густава VI Адольфа в 1964 году, чтобы выразить благодарность эстонской общины в Швеции.